# رؤساء مجلس إدارة الأهرام

شعار مؤسسة الأهرام

رؤساء جريدة الأهرام منذ اصدارها حتى وقتنا الحالى.

## سليم تقلا
1876 – 1892
- هو صاحب الأهرام سليم تقلا.. وشقيقه بشارة الذي شاركه في صناعة الأهرام وتقدمه وتطوره.. ومن نسل بشارة جاء جبرائيل تقلا وابنه بشارة تقلا.. الذي شهد عهده تأميم الصحافة المصرية.. وهم آخر سلالة بناة جريدة الأهرام.
- سليم تقلا مواليد بلدة كفرشيما، عام 1849 كان سليم تقلا من اوائل الصحافيين الذين قاموا برحلات إلى أوروبا ووافى جريدته بمقالات خاصة كما التقى بكبار الشخصيات العالمية ومنهم السلطان عبد الحميد عام 1889 في قصر يلدز في اسطمبول وكانت لغته لغة صحافة خالية من الزخارف اللفظية والسجع.
- وهو صحفي اديب وشاعر وجريء في الحق وقد سجنه الخديو لجرأته، ثم افرج عنه

## بشارة تقلا الكبير
1876- 1901
- بشارة خليل تقلا (مواليد كفرشيما عام 1852 لبنان وتوفى بمصر 1901)
- عشق الصحافة وشرع عام 1877 في ترجمة برقيات ووكالات الأنباء. نشر أول مقال بتوقيعه عن سياسة ألمانيا عام 1879 .
- في 1900 أصدر جريدة Pyramides باللغة الفرنسية وتميز عن أخيه بأنه حمل لقب الباشا.
- وهو صحفى لبنانى ومؤسس جورنال الأهرام في 27 ديسمبر 1875 مع اخوه سليم تقلا وصدر العدد الأول في 5 أغسطس 1876، في المنشيه في اسكندريه وعاش أيام غزو احتلال الإنجليز للإسكندرية وهاجم الحكومة التي تخضع للإنجليز.

## جبرائيل تقلا
صاحب الأهرام 1913 – 1943
- صحافي عربي، لبناني الأصل مصري المولد والوفاة.
- تعلم في المدرسة اليسوعية بالقاهرة. مات أبوه بشارة (صاحب الأهرام وأحد مؤسسيها)

وهو صغير السن، فتولت أمه الإشراف على إدارتها، إلى أن شب جبرائيل واضطلع بأعبائها سنة 1912، لكنه لم يكن من الكتّاب، فصرف جهده إلى توسيع الجريدة. وأتقان طباعتها، فتقدمت في أيامه تقدماً بارزاً، وأصبحت الصحيفة العربية الأولى.
- أنتخب نقيباً للصحافة المصرية سنة 1919، توفي بالقاهرة.
- وجبرائيل تقلا هو الذي نقل الأهرام نقلة كبيرة، واستخدم أرباح الأهرام في تدعيم وجودها الصحفي بشراء أحدث المطابع، وقام بتجديد الصحافة شكلا وموضوعا وطباعة، والذي قيل عنه: "كانت الأهرام تسبق الصحف الأخرى بعشر سنوات.
- كان تقلا باشا يسبق الأهرام نفسها بمائة عام.

## بشارة تقلا الصغير
1960-1955
- بشارة تقلا الصغير هو صاحب الاهرام ورئيسها من عام 1955حتى عام 1960

## محمد حسنين هيكل
رئيس مجلس الإدارة 1974-1957
- صاحب القلم والفكر المتجدد علي الدوام.ولد يوم الأحد 23 سبتمبر 1923.
- أبرز الصحفيين العرب والمصريين في القرن العشرين. وربما يكون من الصحفيين العرب القلائل الذين شهدوا وشاركوا في صياغة السياسة العربية، خصوصا في مصر.
- في عام 1956م/ 1957م عرض عليه مجلس إدارة الأهرام رئاسة مجلسها ورئاسة تحريرها معا، واعتذر في المرة الأولى، وقبل في المرة الثانية،
- في 31 يوليو 1957 عُين الأستاذ محمد حسنين هيكل رئيسا لتحرير الأهرام، وبدأ العمل اعتبارا من العدد الصادر في أول أغسطس 1957. كان يومها أصغر من تولى رئاسة تحرير الأهرام سنا على مدى تاريخه الطويل،
- وظل رئيساً لتحرير جريدة الأهرام 17 سنة، وفي تلك الفترة وصلت الأهرام إلى أن تصبح واحدة من الصحف العشرة الأولى في العالم.

## فكرى أباظة
رئيس مجلس الإدارة 1961-1960
- محمد فكري حسين أباظة (1896-1979) كان أحد أعلام الأدب والصحافة السياسية في مصر ويلقب بشيخ الصحفيين، وُلد عام 1896م في قرية كفر أبو شحاته في الشرقية وهو يتنمى إلى عائلة أباظة ذات الأصول الشركسية.
- بدأ فكري أباظة العمل الصحفي في صحيفة المؤيد، ثم في صحيفة الأهرام عام 1919م ً، ثم عمل محرّرا في مجلة المصور عام 1924م، وأصبح رئيسا لتحريرها عام 1926م، واصبح رئيس تحرير جريدة الأهرام من عام 1960 إلى عام 1961.
- توفي فكري أباظة في القاهرة في فبراير عام 1979م

## محمد عبد القادر حاتم
رئيس مجلس إدارة الاهرام 1975-1974
- ولد الدكتور محمد عبد القادر حاتم في 3 سبتمبر 1918 بمحافظة الإسكندرية.
- عمل تحت قيادة الرئيس الراحل السادات وتحمل مسئولية منصب وزير الإعلام وأسند إليه الرئيس السادات مسئولية إعداد الدولة للحرب.
- وخلال هذه الفترة تحمل مسئولية رياسة الوزارة بالنيابة عن الرئيس – بعدها تقرر تعيينه رئيساً لمجلس إدارة الأهرام – ثم مساعدا لرئيس الجمهورية ومشرفاً عاماً على المجالس القومية المتخصصة.

## إحسان عبد القدوس
رئيسا لمجلس الإدارة 1975
(يناير 1919 * 11 يناير 1990) صحفي وروائي مصري.
- تولى رئاسة مجلس إدارة مؤسسة روزاليوسف عام 1960م عقب تأميم الصحافة.
- عين رئيسا لتحرير أخبار اليوم من 1966-1974م، وعين عام 1971 رئيسا أيضا لمجلس إدارة المؤسسة.
- إختير كاتبا متفرغا بجريدة الأهرام من 1974-1975م.
- رئيسا لمجلس إدارة مؤسسة الأهرام من مارس عام 1975 حتى مارس عام 1976م.
- اصبحا كاتبا متفرغا في الأهرام حتى وفاته في يناير عام 1990.

## يوسف السباعي
رئيسا لمجلس الإدارة ورئيسا للتحرير
1976 – 1978
- أديب مصري شغل منصب وزير الثقافة سنة 1973. ورئيس مؤسسة الأهرام ونقيب الصحفيين.
- عينه الرئيس الراحل أنور السادات وزيراً للثقافة.
- ظل يشغل منصبه إلى أن اغتيل في قبرص في 18 فبراير 1978 بسبب تأييده لمبادرة السادات بعقد سلام مع إسرائيل منذ أن سافر إلى القدس سنة 1977.

## عبد الله عبد الباري
رئيسا لمجلس الإدارة 1979 – 1984
- هو أحد أساطين الإعلان في جريدة "الأهرام" وكان صديقا ومقربا لعثمان أحمد عثمان ولأنور السادات وهو ما سمح له بأن يصبح رئيسا لمجلس إدارة "الأهرام.
- مؤسس لشركة «مايو» الصحفية التي تصدر عنها جريدة«مايو» المتحدثة باسم الحزب الوطني.

## إبراهيم نافع
رئيسا لمجلس الإدارة ورئيسا للتحرير 1984 – 2005
- ولد في 12 يناير 1934 بمحافظة السويس.
- حصل على ليسانس الحقوق عام 1956 من جامعة عين شمس.
- عمل بعد تخرجه بوكالة رويتر، ثم محررا بالإذاعة، ثم محررا اقتصاديا بجريدة الجمهورية ثم رئيسا لقسم الاقتصاد بجريدة الأهرام فمساعدا لرئيس التحرير فرئيسا لتحرير الأهرام عام 1979– 1984
- ثم رئيسا لمجلس الإدارة، ورئيسا للتحرير بالأهرام عام 1984 حتى 2005 وقد اجري أحاديث صحفية هامة مع عدد كبير من رؤساء وملوك العالم ورؤساء الوزارات، وله العديد من المقالات في تحليل وشرح القضايا القومية والعالمية البارزة في مجال السياسة والاقتصاد قام بتأليف عدد من الكتب منها رياح الديمقراطية وسنوات الخطر كما قام أيضا بترجمة كتاب «شركاء في التنمية»

## صلاح الغمري
رئيسا لمجلس الإدارة 2007-2005
- صلاح الدين أحمد الغمري رئيس مجلس إدارة مؤسسة الأهرام.
- هو من مواليد 5 / 6 / 1942 .
- تم تعينه رئيسا لمجلس الإدارة من يوليو 2005 حتى يونية 2007

## مرسي عطا الله
رئيسا لمجلس الإدارة 2009-2007
- صدر قرار تعينه كرئيس مجلس إدارة من مجلس الشورى المصري في مايو 2007 وذلك مع استمراره كرئيس تحرير الأهرام المسائى.
- وهو من مواليد 5 فبراير1943 .
- التحق بؤسسة الأهرام وعمل كمحرر عسكرى ثم مساعدا للمتحدث العسكرى الرسمى المصري في حرب 1973 وحصل على نوط الواجب العسكرى.

## عبد المنعم سعيد
رئيسا لمجلس الإدارة من عام 2009-2011
- الدكتور عبد المنعم سعيد رئيس مجلس الإدارة وعضو مجلس. عين رئيس مجلس إدارة الأهرام في يونيو2009.
- عمل د. عبد المنعم سعيد في مركز الأهرام للدراسات السياسية والاستراتيجية منذ عام 1975 كباحث مساعد ثم باحث ثم رئيسا لقسم العلاقات الدولية

D.C.
- باحث زميل لمنظمة بروكنجز بالولايات المتحدة الأمريكية – واشنطن 1987.
- عمل أيضا كمستشار سياسى للديوان الأميرى القطرى (1990 * 1993)

وللدكتور مؤلفات كثيرة معنية بالنظام العالمى الجديد، والشئون العربية، والشراكة الأوروبية والصراع العربي الإسرائيلى.
- له مقالات حول القضايا الأمنية في الشرق الأوسط، والسياسة المصرية والحد من التسلح.

```
*له مؤلفات عديدة نشرت في الولايات المتحدة الأمريكية، آسيا وأوروب
```

## لبيب السباعي
رئيس مجلس إدارة الأهرام سابقا
- لبيب صلاح الدين السباعي كاتب صحفي مصري مشهور بتصديه لأوجه الفساد التعليمي.

-شغل عدة مناصب إدارية وصحفية مرموقة على مدار تاريخه المهني.
-حاصل على ليسانس أداب القاهرة قسم صحافة عام 1969.
-عمل كمسئول عن تحرير شئون التعليم والشباب بجريدة الأهرام من عام 1970 وحتى الآن.
-مديرا تحرير الأهرام امن عام 1990 حتى عام 2005 .
-امين عام مجلس امناء جامعة الاهرام الكندية.
-لشارك في العديد من المؤتمرات المعنية بقضايا التعليم في مختلف الدول العربية والأوربية وكندا.
-شغل منصب رئيس تحرير مجلة الشباب.
-تولى مهام رئاسة مجلس الإدارة لمؤسسة الأهرام الصحفية في الأول من أبريل لعام 2011.

## عبد الفتاح الجبالى
رئيس مجلس إدارة الأهرام الحالي
- الاستاذ عبد الفتاح الجبالى من مواليد 1958 .
- حاصل على بكالوريوس التجارة من جامعة عين عام 1980
- حاصل على دبلوم الدراسات العليا المتعمقة من جامعة السربون الفرنسية عام 1987 * شغل منصب نائب مدير مركز الدراسات السياسية والإستراتيجية بالأهرام.
- شغل منصب مستشار وزير المالية المصري ومستشار لجنة الخطة والموازنة بمجلس الشعب (2005-2010)
- عمل كرئيس تحرير كراسات إستراتيجية الصادرة عن مركز الدرسات السياسية بالأهرام.
- عمل كرئيس وحدة البحوث الاقتصادية بمركز الدرسات السياسية بالأهرام.
- رئيس تحرير التقرير الاستراتيجى العربي ومستشار اقتصادى وإعلامى لوزير المالية والمتحدث الرسمى باسم الوزارة بين عامى 2000 و2005 .
- عمل كباحثا غير متفرغ بمركز الدراسات السياسية والإستراتيجية بإكاديمية ناصر العسكرية.
- شغل مؤخرا منصب مستشار وزير المالية المسئول عن إصلاح هيكل الأجور.

حاصل على جائزة الدولة التشجيعية في العلوم الاقتصادية عن عام 2005 .
حاصل على جائزة نقابة الصحفيين عن أفضل مقال تحليلى لعام 1987 .
- له العديد من الكتب والدراسات الاقتصادية المطبوعة.
- عين كرئيس مجلس إدارة الاهرام بتاريخ 3/11/2011

## محمد عبد الهادى علام
كان رئيسا لتحرير مجلة الأهرام العربى، ومديرًا لمكتب الأهرام ببيروت، ورئيسا للقسم الدبلوماسى، ونائبا لرئيس التحرير، ونائبا لمدير تحرير الطبعة الدولية بالأهرام.. عمل بجريدة الحياة اللندنية.. التحق بالعمل في الأهرام عام 1983، عقب تخرجه في كلية الإعلام جامعة القاهرة، عمل محررا بالقسم الدبلوماسى، ثم نائبا لرئيس القسم من 1989 حتى 1993.. نال وسام الجمهورية من الرئيس الإيطالى جورجيو نابوليتانو عام 2006 لجهوده في مجال حوار الثقافات، وحصل على شهادة تقدير من الأكاديمية الروسية للعلوم والفنون عام 2007 لجهوده في الحوار الثقافى ودعم التعاون بين البلدين.